# Unidade Nacional da Esperança

A Unidade Nacional da Esperança é partido político de centro-esquerda da Guatemala, cujos membros autodefinem como social-democrata ou social-cristão.
Nas eleições legislativas de 9 de novembro de 2003, o partido conquistou 17,9% dos votos populares e 32 de 158 cadeiras no Congresso. Seu candidato à presidência Álvaro Colom ganhou 26,4% nas eleições presidenciais no mesmo dia e foi derrotado no segundo turno, quando recebeu 45,9%.
Para as eleições gerais guatemaltecas de 2007, o partido escolheu novamente Colom como candidato à presidência. Ele ficou em primeiro lugar com 28% dos votos; nas eleições legislativas, o partido conquistou 22,8% dos votos e 48 cadeiras no Congresso, mais do que qualquer outro partido. Em 4 de novembro de 2007, no segundo turno da eleição, Colom foi eleito Presidente da Guatemala. Marcaria a primeira vez desde 1954 que a Guatemala tinha um governo de esquerda.
Em 2019 o partido escolheu Alejandro Giammattei que venceu no primeiro turno, mas acabou sendo derrotado no segundo turno.